# Parcul Național Lacul Nelson
Parcul Național Lacul Nelson (engl. Nelson Lakes National Park)) este situat pe insula de sud din Noua Zeelandă. Parcul se întinde pe o suprafață de 1020 km² fiind o regiune în nordul munților neozeelandezi (Southern Alps) neatinsă de mâna omului, care este amplasată la 120 km sud-vest de localitatea Nelson. Parcul național a luat naștere în anul 1956, fiind de atunci de câteva ori extinsă, azi cuprinzând și regiunile lacurilor Lake Rotoiti și Lake Rotoroa. În centrul parcului se află satul St Arnaud care este așezat pe malul de nord al lacului Rotoiti. Relieful parcului este pregnată de activitatea ghețarilor din ultima perioadă glaciară. Se mai pot vedea și azi urmele adânci pe munți lăsate în urmă de ghețari, formându-se pe alocuri lacuri glaciare. Piscurile munților depășesc frecvent altitudinea de 2.000 m. Pe versanții lor care uneori sunt prăpăstioși sau coboară în pante domoale, se poate observa vegtația diferită care se schimbă treptat în funcție de altitudine. Pădurile de foioase sau conifere oferă posibilitatea existenței unei flore și faune bogate. Cele mai reprezentante fiind păsările mici Acanthisitta, numite Rifleman sau Titipounamu, șoimii, bufnițele ca și păsările acvatice. În trecut în Noua Zeelandă, nu existau mamifere, însă azi în parc se pot vedea animale aduse de europeni ca: cerbi, câini, porci și șoarceci.
Parcul Nelson este un loc agreat de turiști, deoarece acesta oferă posibilități de drumeție, pescuit sau de a practica sportul de iarnă sau pe apă.